# Nojiri
Nojiri (jap. 野尻湖 Nojiri-ko) – jezioro mezotroficzne, położone w miejscowości Shinano, w powiecie  Kamiminochi, w prefekturze Nagano, w Japonii. 
Jest to drugie co do wielkości jezioro w prefekturze Nagano, większe od niego jest jezioro Suwa.
Nojiri jest uzdrowiskiem, miejscem powstania pierwszej elektrowni szczytowo-pompowej oraz miejscem paleolitycznych wykopalisk.

## Dane
- Przejrzystość: 5–7 m.
- Jezioro rzadko zamarza w zimie.
- Głównie poławiane przez rybaków są ryby stynkowate.

## Wykopaliska
W 1946 roku kieł Palaeoloxodon naumanni (nazwanego na cześć oyatoi gaikokujin Heinricha Edmunda Naumanna, 1854–1927) został odkryty przypadkowo. W 1962 roku rozpoczęto wykopaliska na brzegu i na dnie jeziora. Miejsce to było cyplem na zachodnim wybrzeżu, znanym jako Tategahana. W skład odkryć wchodziły narzędzia z kamienia i kości, skamieniałości Palaeoloxodon naumanni i jelenia.